# Frans Kempe
Frans Kristopher Kempe, född 5 mars 1847 i Härnösand, död 26 maj 1924 i Stockholm, var en svensk industriman.

## Biografi
Frans Kempe var son till köpmannen Johan Carl Kempe och Fanny, född Franzén. Modern var faderns andra hustru och dotter till biskopen i Härnösand, Frans Michael Franzén.
Kempe studerade i Uppsala och avlade medicine kandidatexamen vid Uppsala universitet 1873.
Efter faderns död 1872 bildade de elva barnen ett aktiebolag av familjens handelshus. Bolaget fick namnet Mo och Domsjö AB. Kempe anställdes i familjebolaget 1875, blev dess verkställande direktör 1884 och även styrelseordförande 1908. Bolaget expanderade kraftigt och förvärvade andra rörelser med sågverk och skogsmark. Under 1900-talets första decennier anlades pappersmassafabriker i Domsjö, Hörnefors och Husum.
Under Kempes ledning blev Mo och Domsjö AB känt som ett socialt ansvarstagande bolag. Lanthushållsskolor anlades i Agnäs och Strömsör, och mönsterjordbruk drevs i bolagets regi i Nordmalings och Bjurholms kommuner. Sina idéer om samhällsbyggnad fick han utlopp för i Norrbyskär.
År 1917 överlät Kempe posten som verkställande direktör till sin son Carl Kempe men kvarstod som styrelseordförande till 1922.
Kempe blev utsedd till filosofie hedersdoktor vid Uppsala universitet 1900 samt ledamot av Lantbruksakademien 1902. Han invaldes 1920 som förste hedersledamot av Kungliga Ingenjörsvetenskapsakademien och blev 1922 invald som ledamot nummer 798 av Kungliga Vetenskapsakademien.
Frans Kempe gifte sig 1883 med Eva Charlotta Treffenberg, dotter till landshövding Curry Treffenberg. Makarna Kempe är begravda på Härnösands gamla kyrkogård.

## Utmärkelser
- Kommendör med stora korset av Vasaorden, 6 juni 1917.[5]
- Kommendör av första klassen av Vasaorden, 30 september 1914.[6]
- Kommendör av andra klassen av Nordstjärneorden, 30 november 1907.[7]